# Andrea Gritti
Andrea Gritti (1455, Bardolino, perto de Verona - 1538, Veneza) foi o 77.º doge de Veneza, eleito em 1523, e cujo dogado durou até 1538.

## Vida
Andrea Gritti foi educado pelo seu avô, que o levou consigo em numerosas viagens pelas embaixadas da República de Veneza. Aos trinta anos, instala-se em Constantinopla e ocupa-se do comércio, tornando-se informador da República, o que lhe vale a prisão em 1499. Graças à sua amizade com o vizir, consegue escapar à pena capital. Libertado após alguns anos (1503), tem um papel importante de negociador de paz entre o Sultão Bajazeto II e Veneza.

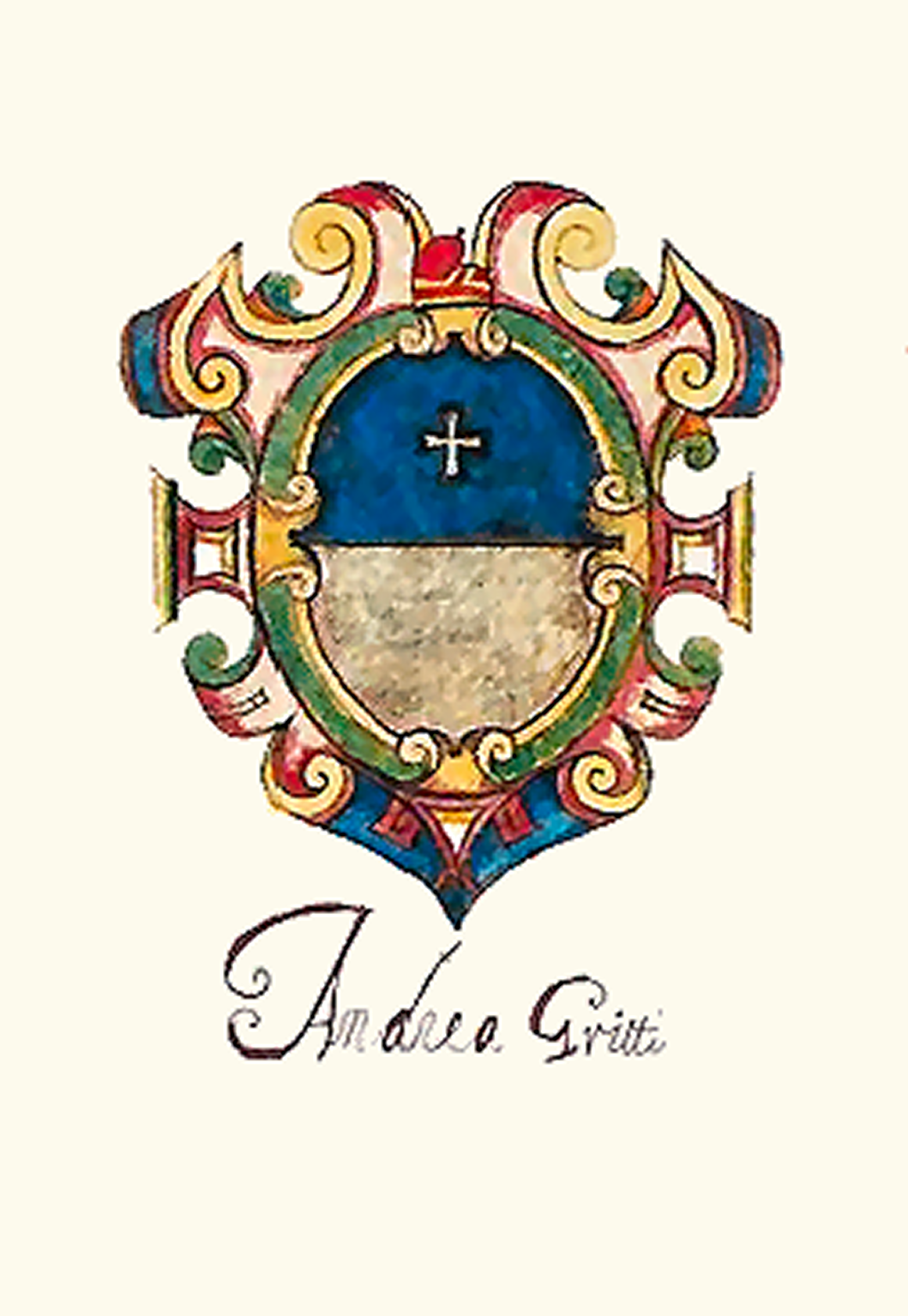
Brasão de Andrea Gritti

Depois da derrota da República contra a liga de Cambrai na sequência da batalha de Agnadel, é nomeado capitão-geral e consegue conquistar a maior parte dos territórios perdidos. Capturado pelos franceses, distingue-se de novo nas negociações de paz.
Em 1510, com a morte de Nicolo di Pitigliano, Gritti toma o comando da armada veneziana, mas é obrigado a retirar-se para Veneza por causa do avanço dos franceses. Conserva o seu posto até ao fim da Liga de Cambrai e a guerra da Santa Liga. Em 1512 dirige as negociações com Francisco I.
Ocupa-se de vários cargos antes de ser doge, em 20 de maio de 1523. Depois de ter assinado um tratado de paz com Carlos V do Sacro Império, Veneza permanece neutral enquanto lutas agitam a Itália e a inquietam face à progressão do Império Otomano na Europa Central, nomeadamente na Hungria. Isto não impede Solimão, o Magnífico de atacar Corfu em 1537.
 

Morreu em 1538, e foi sepultado na Igreja de São Francisco della Vigna.

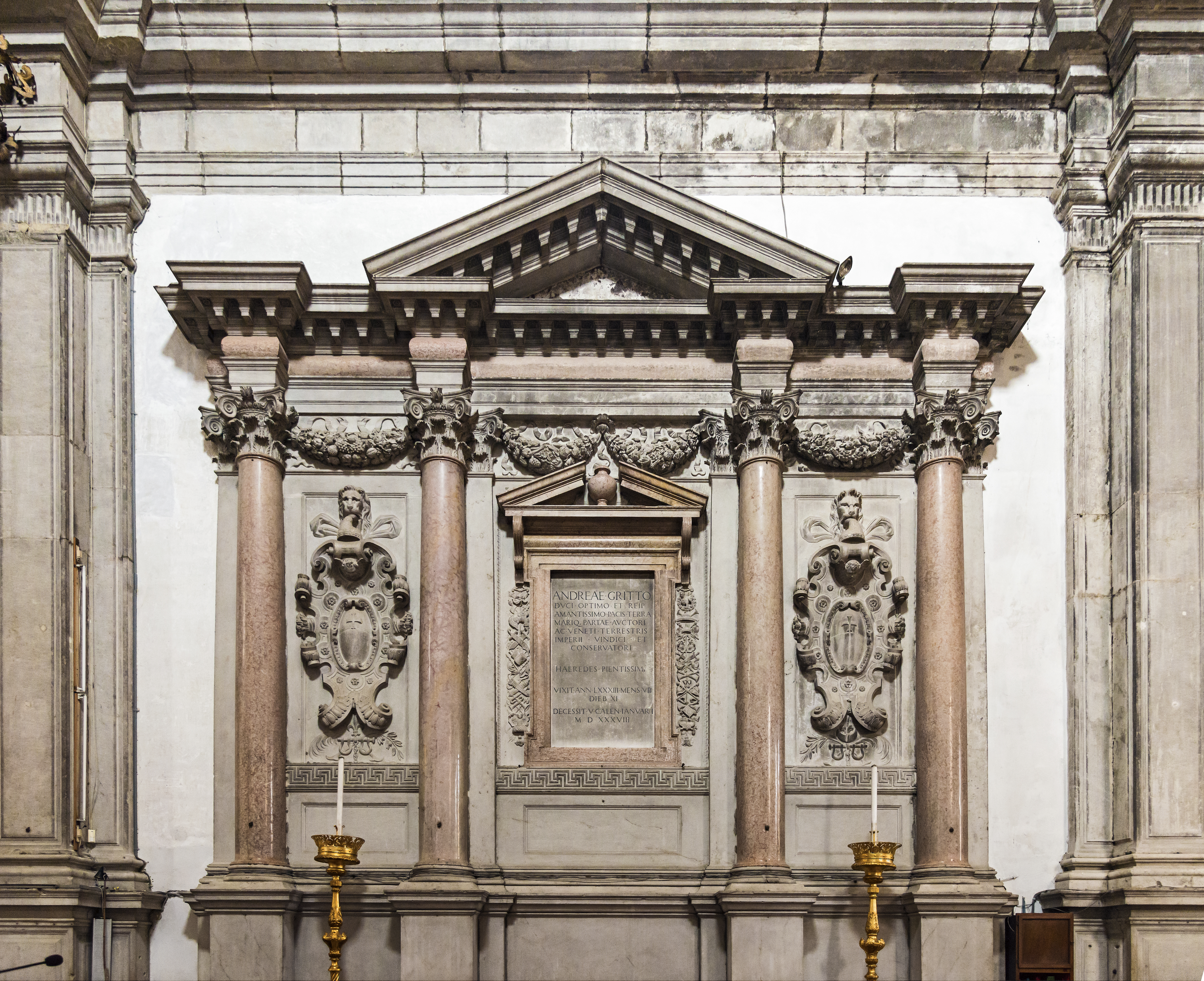
Seu túmulo em Veneza.